# Martín Pérez de Eulate
Martín Pérez de Eulate, o también, Périz de Eulate o Pérez de Estella, (Reino de Navarra, segunda mitad del siglo XIV-Estella, septiembre de 1434) fue el mazonero mayor y maestro de obras al servicio de Carlos III de Navarra, especializado en diseñar y crear estancias y salas palaciegas. Su trabajo estuvo vinculado a proyectos artísticos relevantes de Navarra entre finales del siglo XIV y la primera mitad del siglo XV como el Palacio Real de Olite, el palacio de Tudela o la Catedral de Pamplona.

## Biografía
Las noticias biográficas sobre este artista son escasas y, en muchas ocasiones, imprecisas, tanto en lo referente a su nacimiento o fallecimiento, como a su formación. José Goñi Gaztambide lo sitúa como «hijo legítimo del palacio y casa solariega de Eulate, que era casa de cabo de armería en este Reino, descendiente de Diego Sánchez de Eulate, caballero, señor que fue de dicho palacio.»
Desde que Carlos III de Navarra le nombra del 15 de junio de 1389 como «maestro de sus obras de mazonería en todo el reino» de Navarra, sustituyendo a Juan García de Laguardia hasta 1434, fecha en la cual aún hay registros de su actividad, han pasado «cuarenta y cinco años al frente de las edificaciones reales» pero tampoco es un caso aislado o insólito.
Por noticias posteriores, parece ser descendiente del señor de Eulate, «cuya arma mandó pintar Martín en uno de los dos retablos (el retablo de la Cruz o de Santa Elena) que encargó para San Miguel de Estella.» Y su posición social y económica aventajada también queda demostrada en el Libro de Fuegos de 1427 y en el patrocinio de obras de arte, como retablos o su capilla funeraria en la mencionada iglesia estellesa.
A tenor de los emolumentos cobrados, su labor debía ser altamente satisfactoria para su mecenas: si anualmente cobraba unos gajes de 54 libras y 15 sueldos, en 1399 recibe 150 florines de oro (equivalente a tres años de salarios). En 1411 volverá a cobrar 400 libras de recompensa. Incluso el monarca navarro le financia sus viajes de estudio a Francia para conocer de primera mano obras arquitectónicas de interés como ocurrió en 1405. Todos estos pagos eran abonados por el recibidor de la Merindad de Estella al residir en la misma.
Casado con Toda Sánchez de Yarza, tuvieron un hijo llamado Lope Martínez de Eulate, dando continuación a un linaje de descendientes. Residían en la calle de Astería de Estella y su hijo llegaría a ser consejero y fiscal del rey.

## Obras

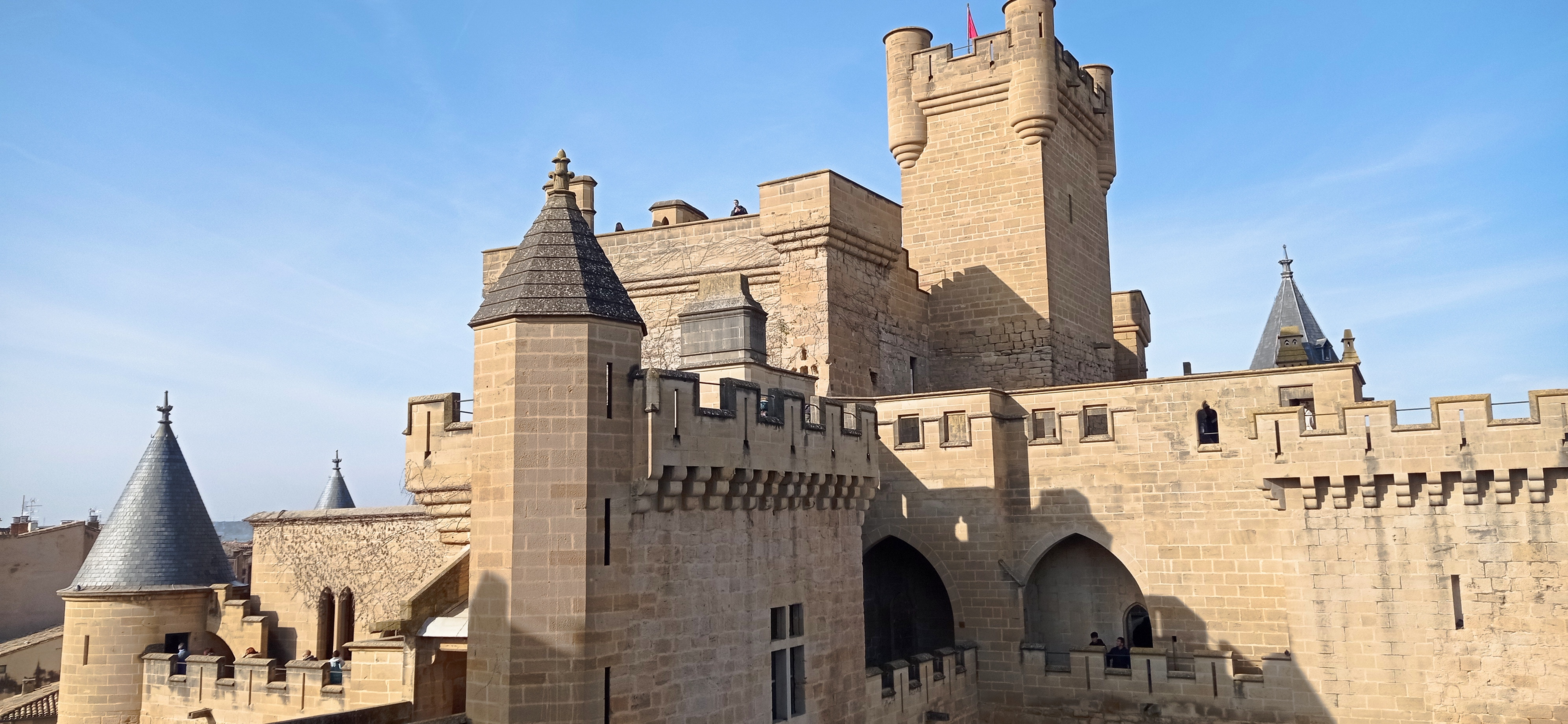
Vista del Palacio de Olite (Navarra)

A diferencia de otros maestros de obras reales, su nombre «sólo aparece vinculado a las grandes empresas del rey» Carlos III. Fundamentalmente su actividad se centra en los palacios de Tudela y de Olite que absorbieron treinta y cinco años de su actividad como maestro de obras. La remodelación del palacio y castillo de Tudela fue su primera labor al servicio real y, aunque no se conserva nada, sirvió para forjar su capacidad y reputación para continuar recibiendo más encargos.
Tras la muerte de su real valedor, Carlos III el Noble, su actividad decae habiendo registros de su vinculación con obras realizadas en el Palacio de Arazuri (1427), el castillo mayor de Estella (1430) o mediando en el pago de unos mazoneros que trabajaban en Briones.

## Patrocinio en San Miguel de Estella
Con el auge de su patrimonio personal Pérez de Eulate patrocina obras en la iglesia de San Miguel de Estella.

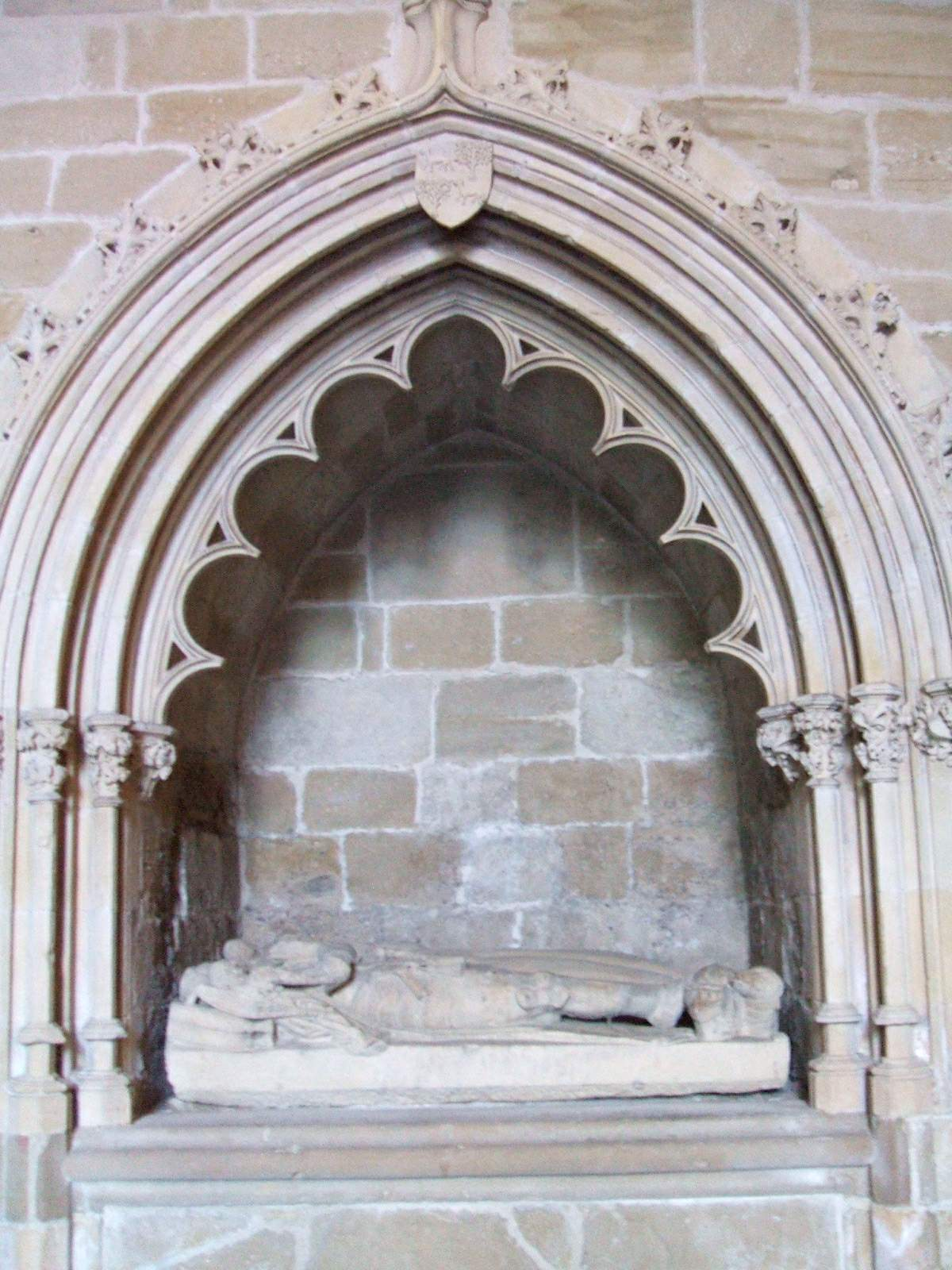
Sepultura de Martín Pérez de Eulate y Toda Sánchez de Yarte (Iglesia de San Miguel de Estella)

### Capilla de San Sebastián y Santa Cruz
Se conoce bastante detalle sobre ella porque un biznieto, Lope Vélaz de Eulate, en 1494 costeó una serie de actuaciones en la iglesia (derribo de una escalera del campanario y la cambreta de la cera) para ganar espacio en esta capilla familiar donde se enterraron sus bisabuelos y varios descendientes posteriormente, como Juan López Vélaz de Eulate que fue prior de Navarra de la Orden del Hospital de San Juan de Jerusalén.

### Retablo de los santos Nicasio y Sebastián
Esta pieza, aunque procedente de esta iglesia, se conserva en la actualidad en el Museo Arqueológico Nacional de España y «es una pintura al temple sobre tabla de comienzos del siglo XV». Presenta un formato cuadrado representando en el centro a San Nicasio, «revestido con los atavíos episcopales, por su condición de obispo de Reims», y San Sebastián, retratado «como joven caballero, tiene una espada en la mano derecha y dos flechas en la izquierda». A sendos lados, tres escenas de las vidas y martirios de los mencionados santos (a la izquierda, San Nicasio, a la derecha, San Sebastián) figurando los donantes (Martín Pérez de Eulate y Toda Sánchez de Yarza) a los pies.

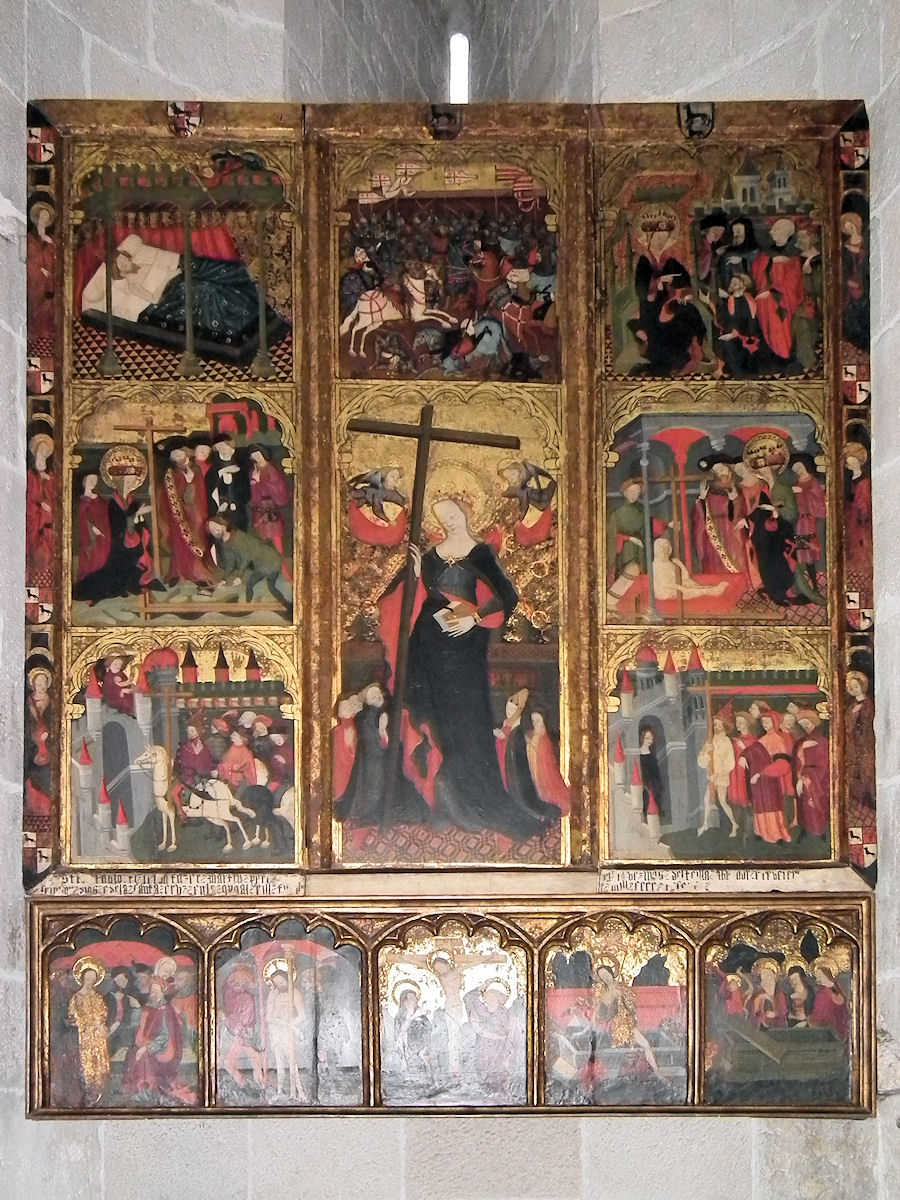
Retablo de la Santa Cruz o Santa Elena (Iglesia de San Miguel de Estella). Plorantes a los pies de la santa en la escena central se retratan a los donantes: Martín Pérez de Eulate (izquierda) y Toda Sánchez de Yarza (derecha) acompañados de sus hijos. La inscripción reza: «ESTE (RE)TABLO FIZIERON FAZER MARTIN PERIZ DE ESTELLA ET TODA SANCHEZ, SU MUJER, BEZINOS DESTEILLA A HONOR E REVERENCIA DE NUESTRO/ SENNIOR DIOS E DE LA SANTA CRUZ EN LA QUOAL EILL F... MIL CCCC 1 SEIS».

### Retablo de la Santa Cruz o Santa Elena
Otra obra patrocinada es el conocido retablo de la Santa Cruz o Santa Elena fechado en 1416. Está situado en el lado del Evangelio y en el Catálogo Monumental de Navarra se define como gótico internacional, de traza aragonesa, en la línea de los retablos de Santa Catalina, tanto en la catedral de Tudela como en la catedral de Tarazona.
En la parte inferior del retablo, en el banco, se presentan cinco tablas con escenas de la Pasión de Cristo separadas por sus respectivos arcos lobulados góticos:
- Cristo ante Herodes;
- Cristo atado a la columna;
- Cristo en la Cruz o Calvario;
- Resurrección de Cristo y
- Las Marías frente al Santo Sepulcro.

La parte superior del retablo tiene tres calles, con tres alturas las laterales y dos la central. En la calle central del retablo se recrea la imagen de Santa Elena con la Santa Cruz con figurantes orantes a ambos lados (Martín Pérez de Eulate junto a su esposa, Toda Sánchez de Yarza, acompañados de sus hijos) a una escala bastante menor respecto a la figura de la santa con la cruz.
En torno a esta escena, tanto en las calles laterales como la parte superior se representan hasta siete escenas distintas y legendarias vinculadas con la Invención de la Santa Cruz separadas por elementos arquitectónicos:
- El emperador Heraclio a caballo ante las puertas de Jerusalén;
- Heraclio entrando en la ciudad descalzo y con la cruz;
- El sueño de Constantino;
- La visión de la Cruz durante la batalla del Puente Milvio;
- La invención de la Santa Cruz;
- Un milagro de Santa Elena;
- Santa Elena sedente rodeada de personajes.[13]